# Coryphantha salinensis
Coryphantha salinensis là một loài thực vật có hoa trong họ Cactaceae. Loài này được (Poselg.) Dicht & A.Lüthy mô tả khoa học đầu tiên năm 1998.